# En nom de la llei
En nom de la llei (títol original en anglès Lawman) és una pel·lícula estatunidenca de western dirigida l'any 1971 per Michael Winner.Ha estat doblada al català.

## Argument
En un poble de l'oest americà, una colla de vaquers s'emborratxen i fan un escàndol. Quan se'n van, un home vell ha mort. Al cap d'uns mesos, Jered Maddox cavalca cap al poble de Sabbath traginant el cadàver d'un dels busca-raons mentre intenta trobar la resta dels responsables de l'assassinat. El xèrif local no vol enfrontar-se amb el cap d'aquesta colla perquè es tracta d'un ranxer poderós de qui també depèn ell. La gent del poble tampoc vol problemes però no saben fins on pot arribar el rígid sentit de la justícia que té Maddox, que es disposa, sol a l'habitació de l'hotel, a lluitar amb qui calgui. L'aparició imprevista d'un antic amor de Maddox altera els seus plans.

## Repartiment
- Burt Lancaster: Jered Maddox
- Robert Ryan: Cotton Ryan
- Lee J. Cobb: Vincent Bronson
- Sheree North: Laura Shelby
- Robert Duvall: Vernon Adams
- Joseph Wise: Lucas
- Richard Jordan: Crowe Wheelright